# Pharmaceutical journal and Transactions
Pharmaceutical journal and Transactions (abreviado Pharm. J. Trans.) fue una revista científica con ilustraciones y descripciones botánicas que fue publicada en Londres en tres series desde 1842 hasta 1895, con el nombre de Pharmaceutical journal and Transactions; a weekly record of pharmacy and allied sciences. Fue reemplazada por Pharmaceutical Journal. 

## Publicación
- Serie nº 1, vols. 1–18, 1842–59;
- Serie nº 2, vols. 1(19)–11(29), 1860–70;
- Serie nº 3, vols. 1(30)–25(54), 1871–95]